# Imigração afegã no Brasil
A imigração afegã no Brasil é muito recente. O início desta onda migratória para o país sul-americano começou no início da década de 2000, quando se deu início a Guerra do Afeganistão no contexto da Guerra ao Terror iniciado em 2001 pelos EUA. Vindos em condições de refugiados, a maior concentração de afegãos no Brasil fica no sul do país e apenas em 2020 foram o quinto grupo de pessoas que mais solicitaram o reconhecimento de status de refugiado e tiveram o pedido deferido, logo após os  venezuelanos, sírios, cubanos e iraquianos. Em 2021, com a retirada das tropas americanas no país centro-asiático e a volta do Talibã ao governo central afegão, essa população ganhou o direito de visto humanitário para o país sul-americano, na qual apenas os povos haitiano e sírio também têm acesso.
O Brasil abriga a maior comunidade afegã na América Latina e a terceira maior das Américas, logo após os Estados Unidos e o Canadá.